# Chaveneau Bernis
 (avril 2025).
Motif : Pas de sources
- Archive Wikiwix
- Bing
- Cairn
- DuckDuckGo
- E. Universalis
- Gallica
- Google
- G. Books
- G. News
- G. Scholar
- Persée
- Qwant
- (zh) Baidu
- (ru) Yandex
- (wd) trouver des œuvres sur Wikidata

| 1. | Préciser le motif de la pose du bandeau. | Précisez le motif de la pose du bandeau en utilisant la syntaxe suivante : {{admissibilité à vérifier\|date=avril 2025\|motif=remplacez ce texte par le motif}}                       |
| 2. | Informer les utilisateurs concernés.     | Pensez à avertir le créateur de l'article, par exemple, en insérant le code ci-dessous sur sa page de discussion : {{subst:avertissement admissibilité à vérifier\|Chaveneau Bernis}} |

Chaveneau Bernis fait partie du groupe Geodis

Transports Chaveneau Bernis est une entreprise de transport en fret et en messagerie dont le siège social se situe à Dissay. La société fait partie du groupe Géodis, une filiale de la SNCF.
C'est le premier transporteur de la Vienne. Transports Chaveneau Bernis emploie 175 salariés en 2018